# いろり山賊

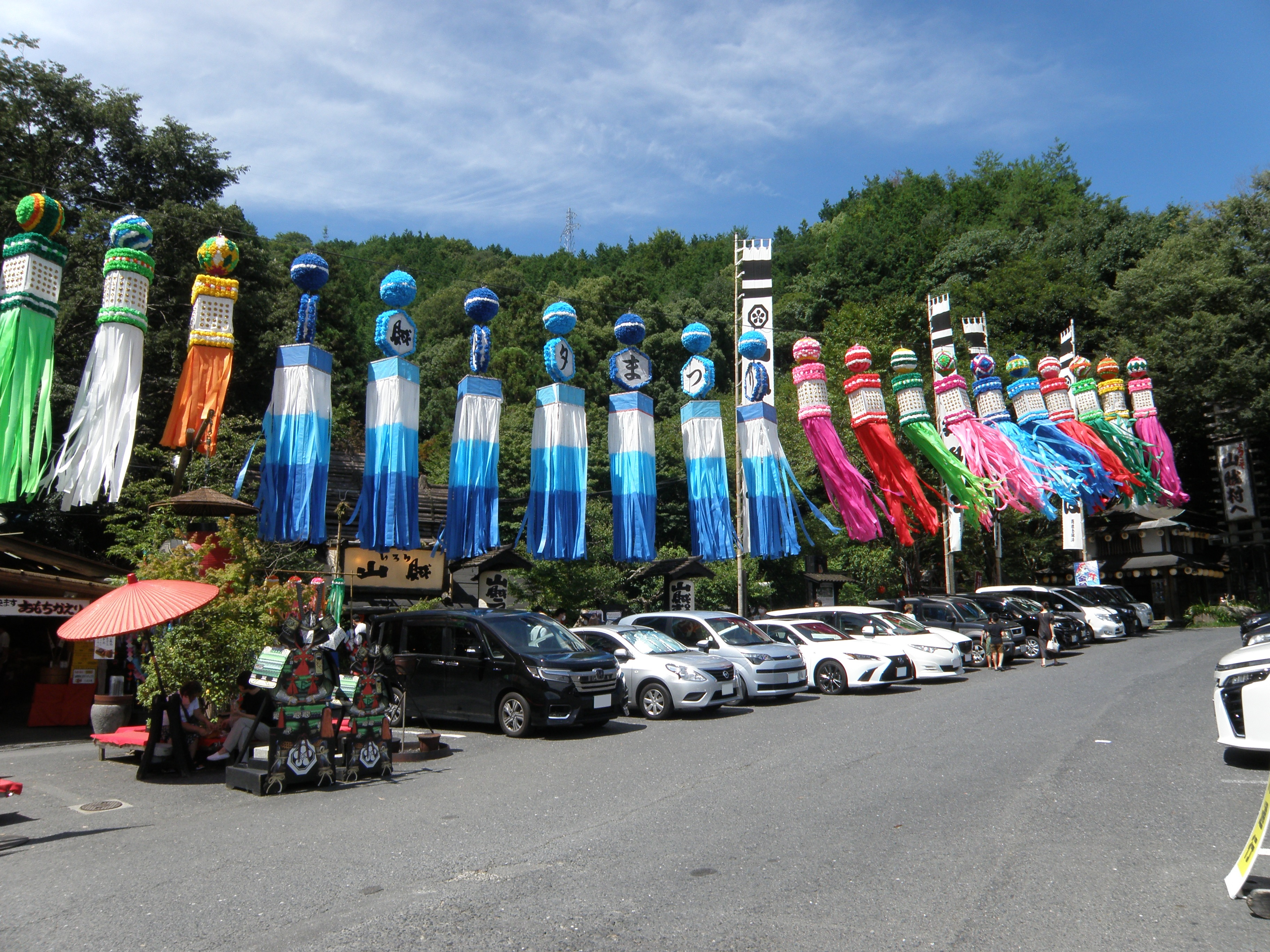
山口県岩国市「いろり山賊」正面

いろり山賊（いろりさんぞく）とは、株式会社ファミリーレストラン大学（ファミリーレストランだいがく）が展開するレストラン。山口県岩国市内に2店舗を構える。

## 歴史
1951年（昭和26年）、広島県広島市的場町に居酒屋「的場大学」（まとばだいがく）として開店。その後、1967年（昭和42年）に的場町で区画整理が行われることになったため、「大学」（だいがく）と名を変えて市内の堀川町に移転、同時期に「株式会社ファミリーレストラン大学」を設立。しかし、建物内でできることが限られるため、1971年（昭和46年）に現在の名前に変えて山口県玖珂郡玖珂町に移転開業。その後、1978年（昭和53年）に玖珂郡錦町、1985年（昭和60年）に玖珂郡周東町にも出店し、3店舗体制となった。
しかし、新型コロナウイルス感染症の流行後は一部店舗を休業しており、このうち周東店は2022年7月に閉店した。

## 特徴

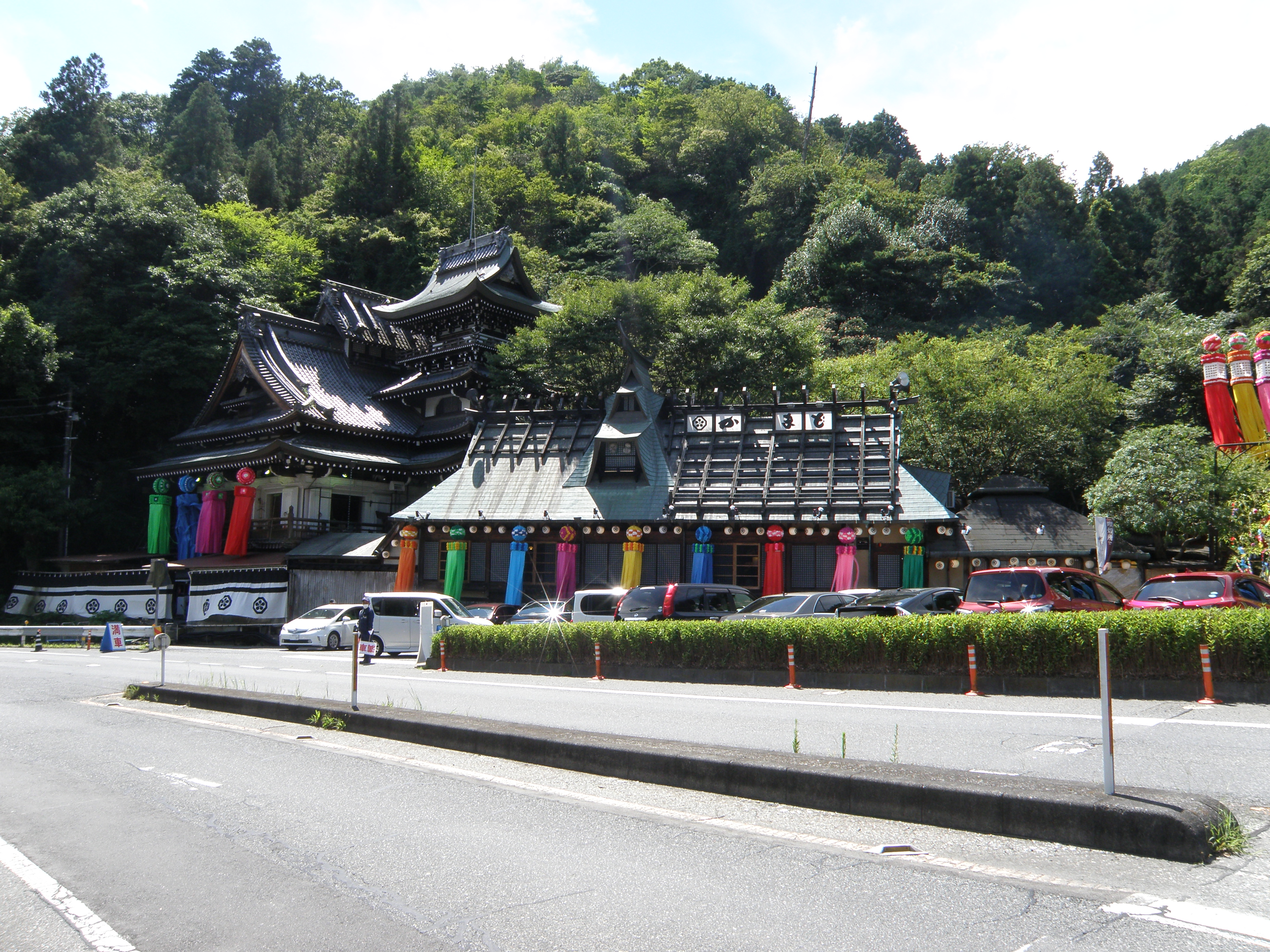
玖珂店の「竃」（右側）と「桃李庵」

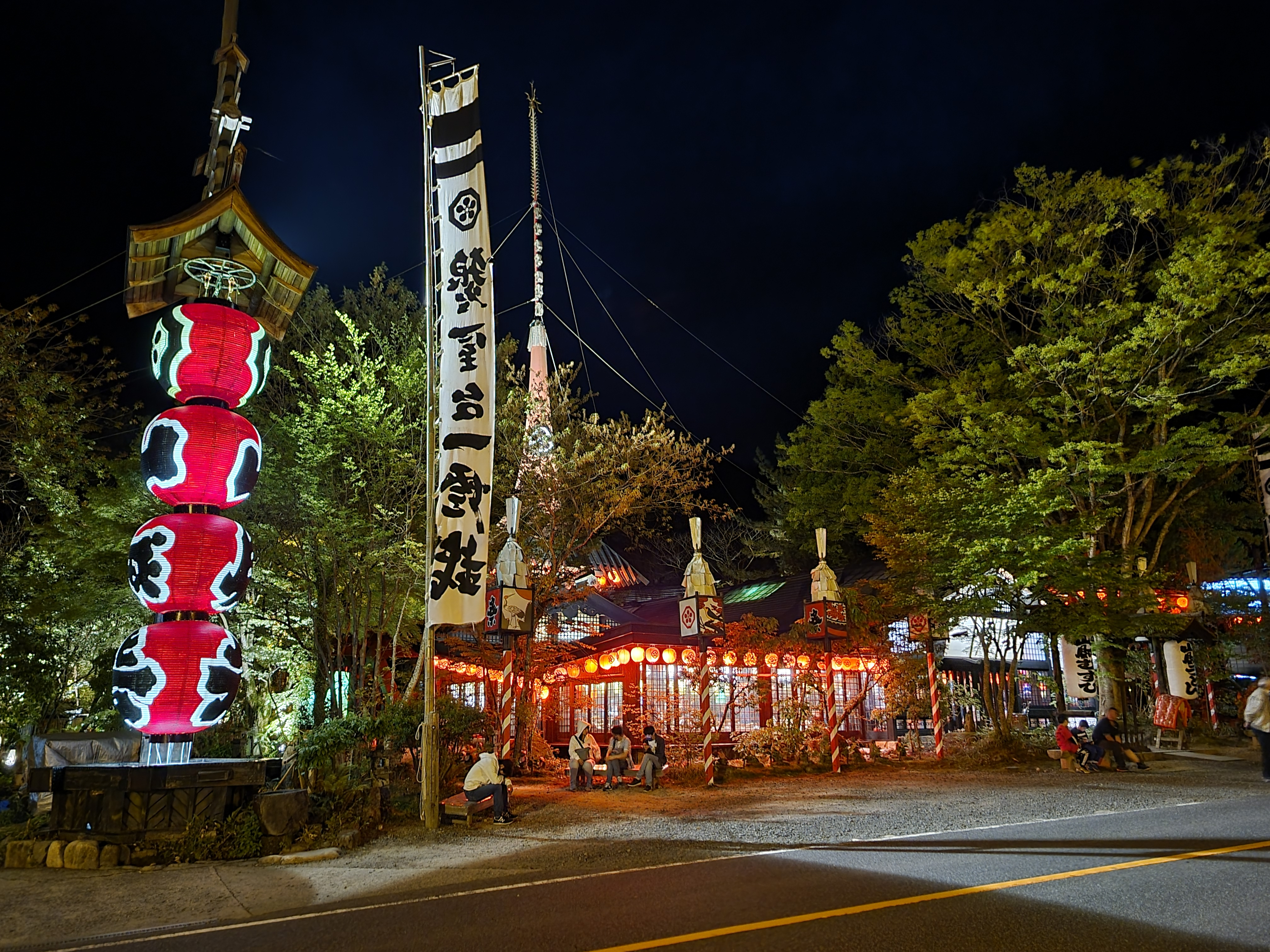
夜の錦店

「山賊」をコンセプトとしたレストランで、玖珂店・錦店とも一連の敷地の中にコンセプトごとに分けた複数の店舗を構える。
玖珂店は野外の席を中心とした「いろり山賊」の他に、その名の通り大きな竃がある「竃」（かまど）、城（天守）風の建物で皇牛を使用した牛肉料理を中心に提供する「桃李庵」（とうりあん）がある。「お祭り」をテーマとして季節ごとに変わる派手な装飾が行われることで知られ、山奥にきらびやかな装飾が忽然と現れる様は「テーマパークのよう」と形容されることもある。
錦店は茅葺き屋根を使った建物で全てのメニューが提供される「山賊砦」（さんぞくとりで）と祇園祭の山車をモチーフとした「一燈銭」（いっとうせん）がある。
2022年に閉店した周東店は「老松」（おいまつ）の一店舗だけ構えていた。
看板メニューとして山賊焼が知られており、カルビーとコラボレーションして山賊焼味のポテトチップスが中国地方・四国地方にて期間限定で販売されたこともある。他には、鮭・昆布・梅を入れた非常に大きなおにぎり「山賊むすび」や、「山賊うどん」などがある。前述のとおり店舗ごとにメニューが異なるが、山賊焼などの看板メニューは全ての店舗で提供される。